# Dubovka (Oblast' di Tula)
Dubovka è una cittadina della Russia europea centrale, situata nella oblast' di Tula; appartiene amministrativamente al rajon Uzlovskij.